# Weißlacker

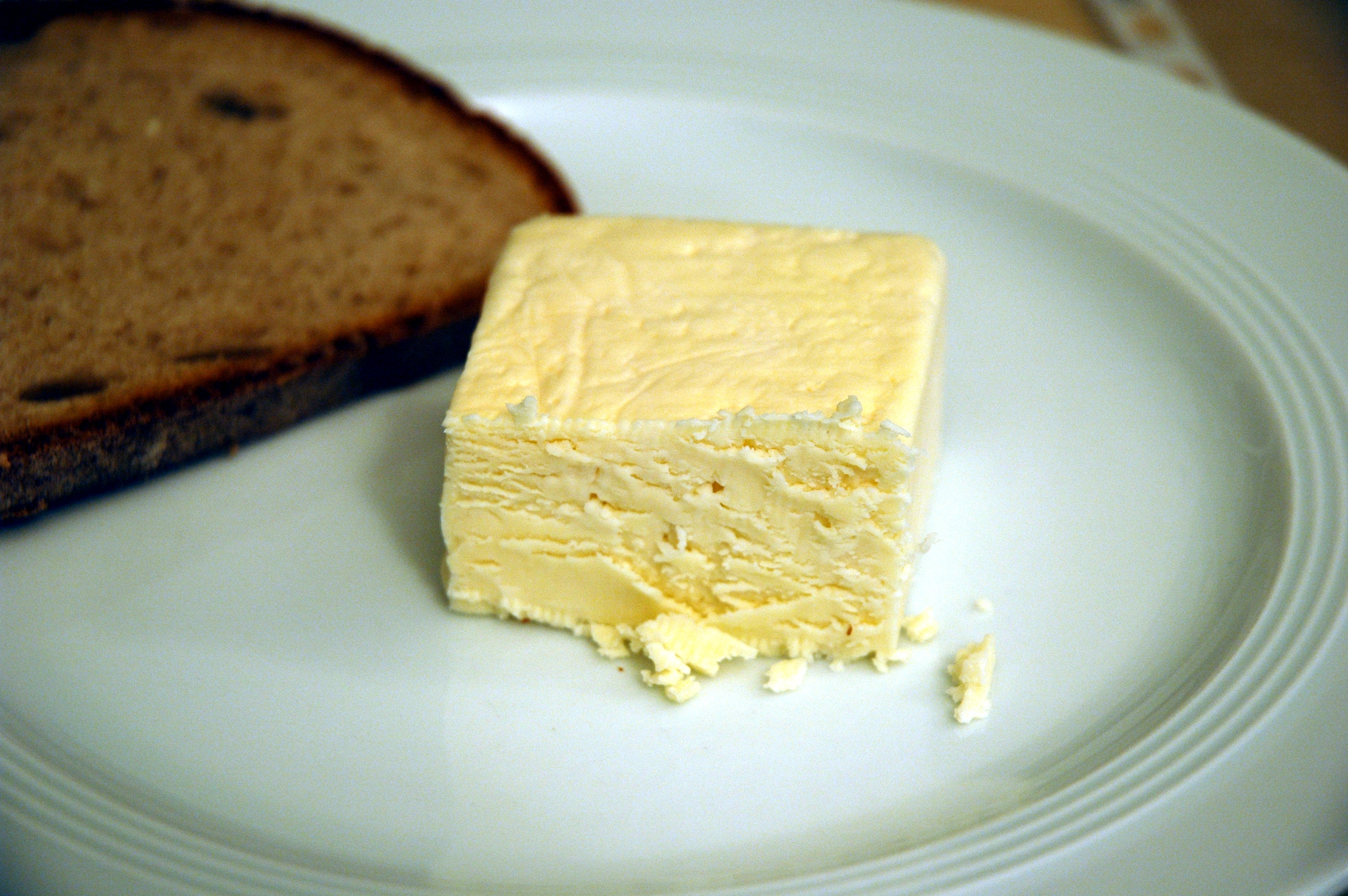
Weißlacker mit Brot

Weißlacker oder Allgäuer Weißlacker ist ein aus Kuhmilch hergestellter halbfester Schnittkäse aus dem südlichen Allgäu. Sein Herstellungsgebiet umfasst den Regierungsbezirk Schwaben sowie die Landkreise Ravensburg und Bodenseekreis.
Seit 2006 ist der Weißlacker Passagier auf der Arche des Geschmacks der deutschen Organisation Slow food e. V.

## Herkunft und Verbreitung
Der Weißlacker wurde 1874 von Josef und Anton Kramer in Wertach erfunden. Im Jahr 1876 erhielt Kramer für seine Erfindung ein königlich-bayrisches Patent für 15 Jahre. Somit gilt der Weißlacker als  der erste patentierte Käse der Welt. Der Käse hat seinen Ursprung im Landkreis Oberallgäu und wird auch als Bierkäse bezeichnet. Den Namen Weißlacker, früher auch Weißschmierer, hat er seinem Aussehen, einer weißen, lackartigen Schmiere auf der Oberfläche, zu verdanken. Er wird nur noch von der Schönegger Käse-Alm GmbH in Wertach produziert. Die Jahresproduktion beträgt etwa 50–60 Tonnen. Die Feinkäserei Stich aus Ruderatshofen stellt unter dem Namen Weißer Lacker ebenfalls Weißlacker als Schnittkäse her.
„Weißlacker“ oder „Allgäuer Weißlacker“ ist seit dem 26. Februar  2015 als geschützte Ursprungsbezeichnung (g.U.) im Register der Europäischen Union eingetragen und damit im Namen europaweit geschützt.

## Merkmale
Der Weißlacker hat keine Rinde. Der würfelförmige Käse hat eine Kantenlänge von 11 bis 13 cm. Der Teig ist hell und mit wenigen, kleinen Bruchlöchern durchzogen und von leicht bröckeliger Konsistenz. Die Masse ist gleichmäßig durchgereift. Die Laibe sind ein bis zwei Kilogramm schwer. Der Käse wird für die Selbstbedienungstheke in 60-Gramm-Blöcke abgepackt. 

## Herstellung
Weißlacker wird aus pasteurisierter Kuhmilch aus dem Herstellungsbiet, Salz und Lab hergestellt. Nach Labung, Zerkleinerung, dem Ausschöpfen sowie einem zweitägigen Bad in einer Salzlake kommt der Käse für drei Monate in den gekühlten Reifungsraum. Regelmäßig mit Salz bestreut und geschmiert, reift er, in Aluminiumfolie vorverpackt, nochmals drei bis vier Monate nach.

## Aroma
Der Weißlacker hat einen stark pikanten bis scharfen, salzigen Geschmack und einen sortentypischen Geruch. Sein Fettgehalt in der Trockenmasse kann zwischen 40 und 50 % liegen, in der Regel beträgt er 45 %, sein Salzgehalt um 5 %.

## Verwendung
Weißlacker wird – in mundgerechte Würfel geschnitten – zum Bier mit einer Brezel oder in einer Vinaigrette aus Essig, Öl und viel Zwiebeln gegessen. Er kann auch als Füllung von Blätterteigtaschen mitgebacken oder gewürfelt in einer Bauernpfanne mitgebraten werden. Weißlacker wird für die Herstellung der Käsemischung für Allgäuer Kässpatzen verwendet.